# Pietro Raschitelli
Pietro Raschitelli (Sesto San Giovanni, Milán, Italia, 7 de mayo de 1929 - Milán, Italia, 6 de agosto de 2018) fue un dibujante de cómic, pintor e ilustrador italiano.

## Biografía
Se formó en la Academia de Bellas Artes de Brera, en Milán. Trabajó para algunas agencias de publicidad e ilustró libros escolares editados por Garzanti y Franco Raiteri. Debutó como historietista dibujando las series Jean et Janou y Tom le Hardi de la editorial francesa Éditions Lug. En 1959 pasó a ilustrar varios episodios de Sceriffo Colt, historieta de la editorial Ardea, con guion de Renzo Macchi. Durante tres años colaboró con la editorial Universo, dibujando álbumes de la colección Albi dell'Intrepido y del personaje western Rocky Rider, creado por Luigi Grecchi y Mario Uggeri. Durante un corto tiempo trabajó para el cómic del Oeste Tex de la editorial Bonelli, con textos de Gian Luigi Bonelli. Después de este último trabajo, abandonó el mundo de la historieta para dedicarse a la pintura.